# Erizipel
Erizipel ili crveni vjetar je akutna infektivna bolest (kutani celulitis i limfangiitis) uzrokovana b-hemolitičkim streptokokom skupine A

## Patofiziologija
Najčešće se javlja na licu i okrajinama, česti su recidivi. Najčešće do infekcije dolazi preko sitnih ozljeda i ogrebotina.

## Znakovi i simptomi
Simptomi: crvenilo kože, osjećaj napetosti ili svrbeža, ponekad mjehuri ispunjeni seroznim sadržajem, pa i nekroza, povišena temperatura, limfangiitis i limfandenditis.

## Liječenje
Liječi se mirovanjem i penicilinom G.

## Pogledajte također
- Flegmona
- Apsces
- Empijem
- Hidradenditis
- Panaricij
- Erizipeloid
- Plinska gangrena
- Nekrotizirajući fasciitis
- Paronihija
- Tetanus
- Furunkul
- Karabunkul
- Progresivna bakterijska sinergistična gangrena

## Vanjske poveznice
|  | Zajednički poslužitelj ima još gradiva o temi Erizipel |

|  | Molimo pročitajte upozorenje o korištenju medicinskih informacija. Ne provodite liječenje bez savjetovanja s liječnikom! |